# Action This Day
Az Action This Day az ötödik dal a brit Queen együttes 1982-es Hot Space albumáról. A szerzője Roger Taylor dobos volt.
Mint az album egészében, itt is feltűnő volt a hagyományos rockzenéhez képest előretörő funk és R&B befolyás – ez nagyrészt az 1980-as Another One Bites the Dust sikerének volt köszönhető. Bár a ritmusszekció itt is nagyon monoton, és a basszusgitár részeket szintetizátorral játszották fel, a hangzás telítéséhez háromfajta elektromos gitárt is használtak – Brian May Red Specialján kívül Taylor egy Fender Telecastert s egy Stratocastert is használt. A szintetizátorral továbbá Reinhold Mack producer létrehozott egy a szaxofonhoz nagyon hasonlító szólót. A fő szólamot Freddie Mercury énekelte, hat sor kivételével, azokat Taylor adta elő.
A Hot Space Tour folyamán előadták élőben is, mint általában az albumról származó dalok esetében, ez is rockosabb, „élő” ritmusszekciót kapott. A dal élő előadása felkerült a 2004-es Queen on Fire – Live at the Bowl DVD-re.

## Közreműködők
- Ének: Freddie Mercury, Roger Taylor
- Háttérvokál: Roger Taylor

Hangszerek:
- Brian May: Red Special
- Reinhold Mack:  Oberheim OBX-a szintetizátor
- Roger Taylor: Ludwig dobfelszerelés, Simmons elektromos dobfelszerelés, Fender Telecaster, Fender Stratocaster,  Roland Jupiter 8 szintetizátor